# 5540 Smirnova
Az 5540 Smirnova (ideiglenes jelöléssel 1971 QR1) a Naprendszer kisbolygóövében található aszteroida. Tamara Mihajlovna Szmirnova fedezte fel 1971. augusztus 30-án.